# Avinguda de Burjassot
L'avinguda de Burjassot és una via urbana del nord-oest de València de més de 2 kilòmetres de longitud. S'estén des del carrer del Pla de La Saïdia, a la vora esquerra del vell llit del riu Túria (Jardí del Túria), fins al terme municipal de Burjassot a la comarca de L'Horta Nord.
Es creua amb importants vies com el carrer de Reus, el carrer del Doctor Nicasio Benlloch, l'avinguda del Dr. Peset Aleixandre, l'avinguda del General Avilés, l'avinguda de Campanar, el carrer de la Florista, el carrer de Mondúber i la Ronda Nord de València.
Al seu inici fa de línia divisòria entre els districtes de La Saïdia (barri de Marxalenes) a l'est i Campanar (barris de Les Tendetes i El Calvari) a l'oest. Una vegada superat el vell Camí de Trànsits format en aquest tram per les avingudes del Dr. Peset Aleixandre i de Campanar travessa de sud a nord el barri de Benicalap i en arribar al Parc de Benicalap travessa part de la Ciutat de l'Artista Faller abans d'arribar al terme municipal de Burjassot.

## Nom
El nom d'avinguda de Burjassot pren com a referència la destinació de l'avinguda partint des del centre de la ciutat de València, que és el municipi de Burjassot a la comarca de l'Horta Nord.

## Història
Naix com a alternativa al vell camí de travessava el nucli urbà de l'antic poble de Benicalap. El nou camí travessant camps de l'horta permetia una major comoditat per al transport i per als veïns de Benicalap, Marxalenes i Les Tendetes. A poc a poc va començar a estar envoltat d'indústries i habitatges.
Era travessada per la séquia de Mestalla a l'altura del carrer de Màlaga i per la séquia de Rascanya prop del carrer de Reus.
Les vies del trenet en direcció a Bétera i Llíria creuaven l'avinguda a l'altura dels carrers del Mondúber i de la Florida.
Formava un important encreuament de camins en arribar a l'encontre amb el Camí de Trànsits (hui avinguda del Dr. Peset Aleixandre i avinguda de Campanar) i amb la més recent avinguda del General Avilés. Aquest punt conflictiu per al trànsit va estar solucionat al segle xx amb un túnel entre les avingudes del Dr. Peset Aleixandre i la del General Avilés.

## Elements importants
El Jardí del Túria es troba a l'inici de l'avinguda, i prop de la fi trobem el Parc de Benicalap i en les proximitats el Palau de Congressos de València i el futur estadi Nou Mestalla.

## Transports
Un tram de la Línia 4 del tramvia de MetroValencia creua i discorre paral·lel a l'avinguda amb 4 estacions, totes elles pròximes a diferents altures de l'avinguda: l'Estació de Benicalap a l'altura del carrer del Mondúber, l'Estació de Garbí a l'altura del carrer del Garbí, l'Estació de Florista a l'altura del carrer del Quartell, i l'Estació de Palau de Congressos a l'altura de la plaça del Pintor Dubón i del Palau de Congressos de València.

## Imatges

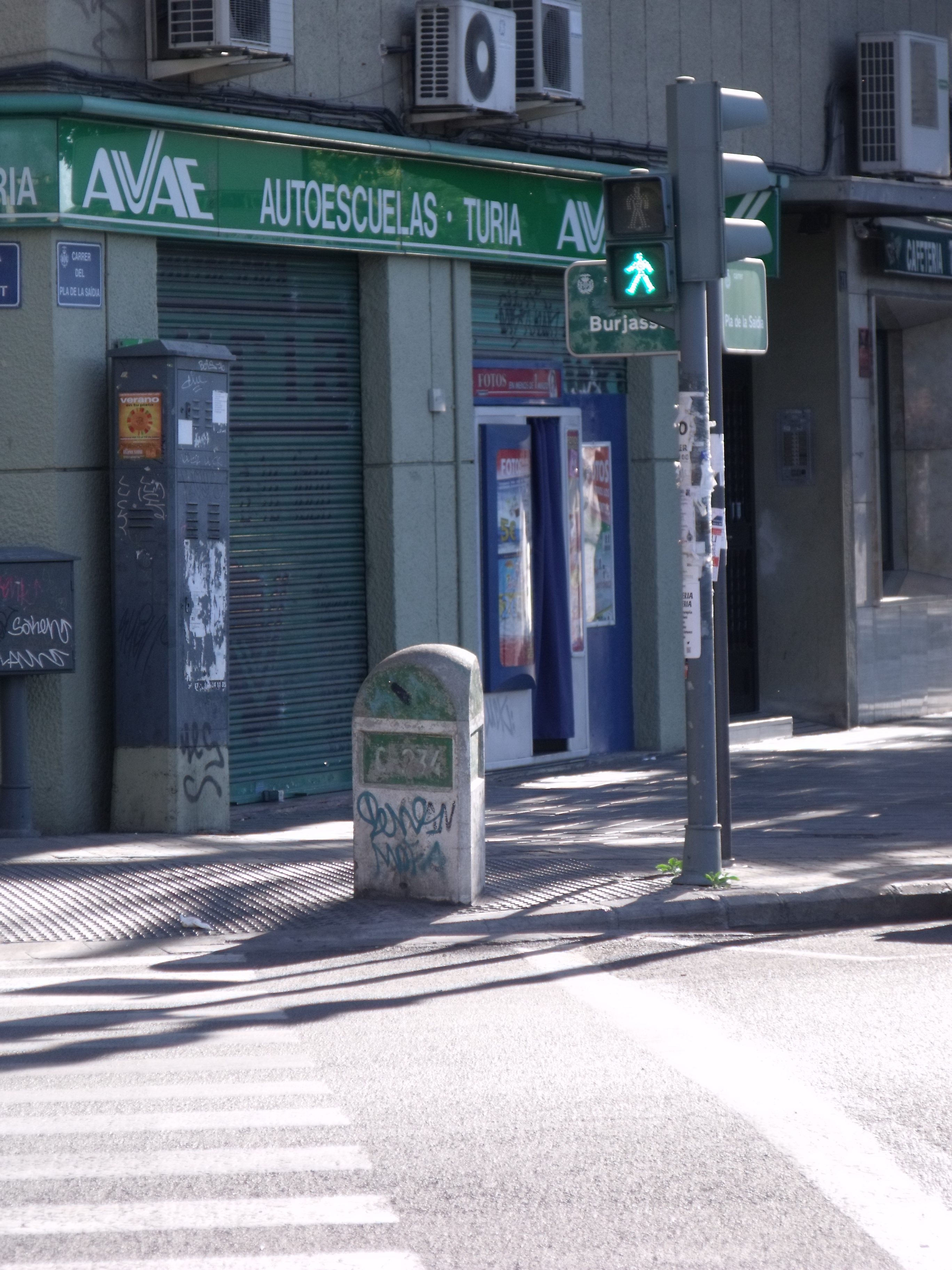
Molló de l'antiga carretera C-234 cap a Llíria. És l'inici de l'avinguda de Burjassot, vora riu.
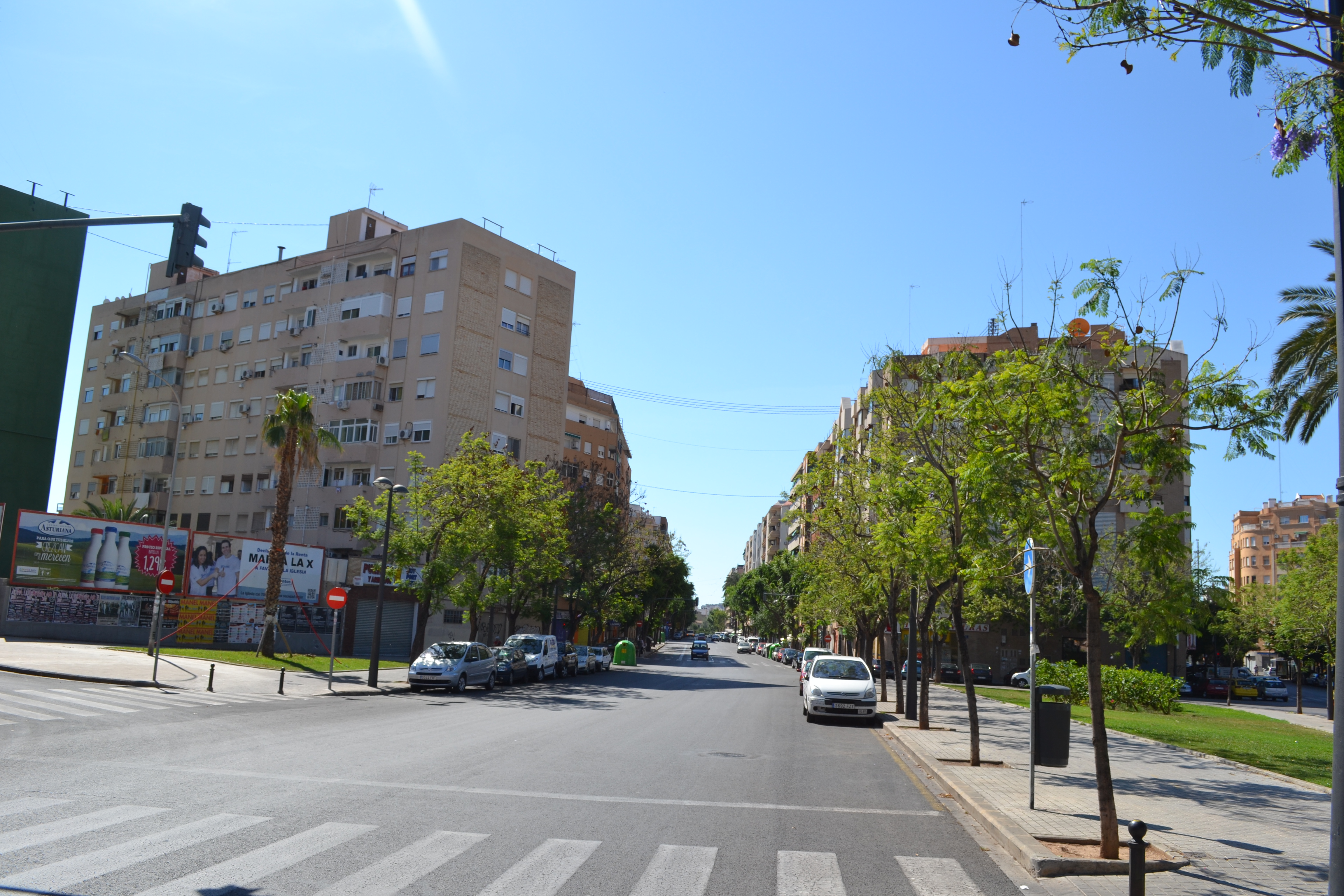
Avinguda de Burjassot a l'altura dels carrers Machí i Ramón Porta Carrasco.
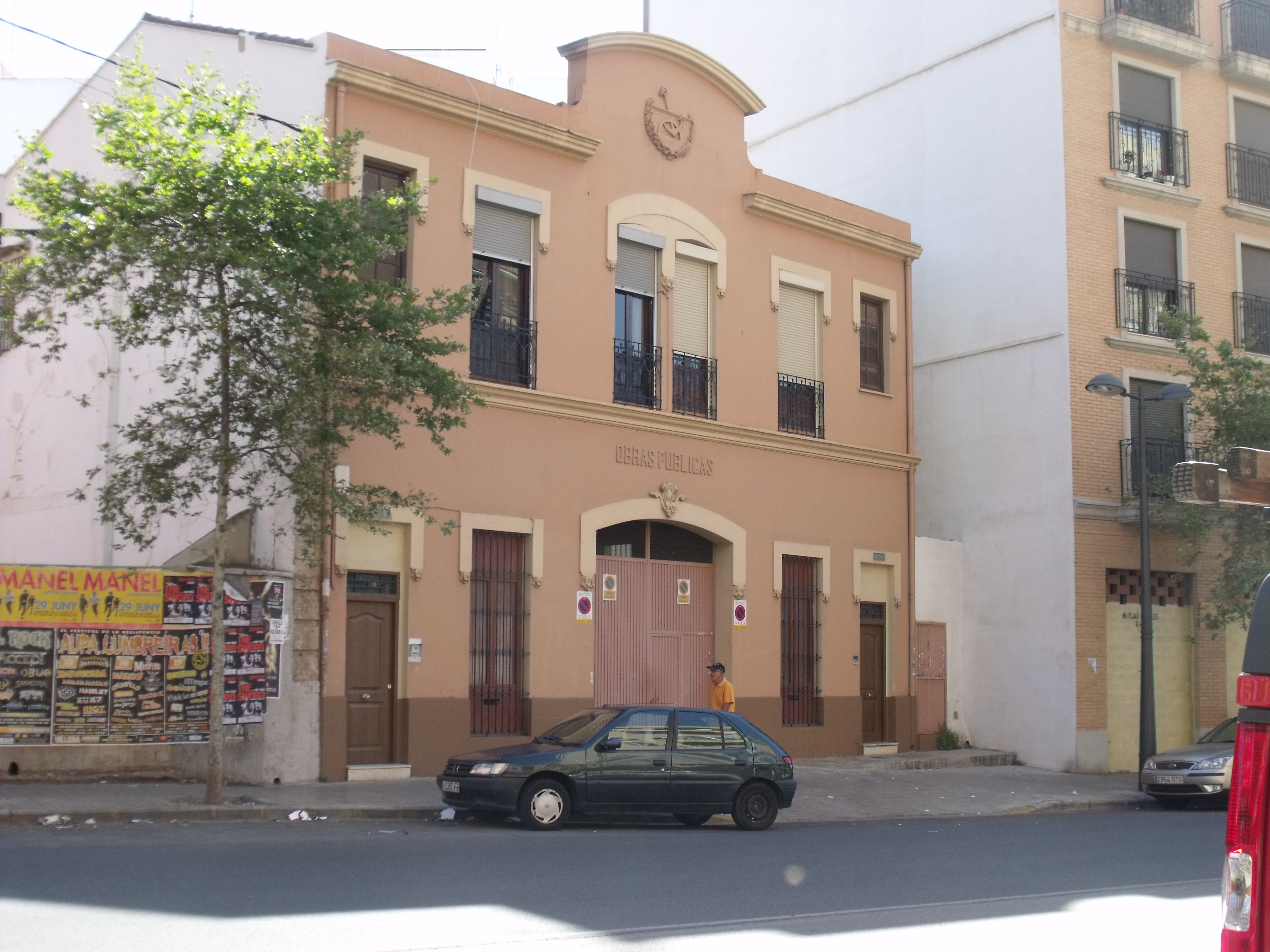
Antiga instal·lació d'obres públiques que es trobava al creuament del camí de València a Burjassot amb el de Marxalenes a Campanar.
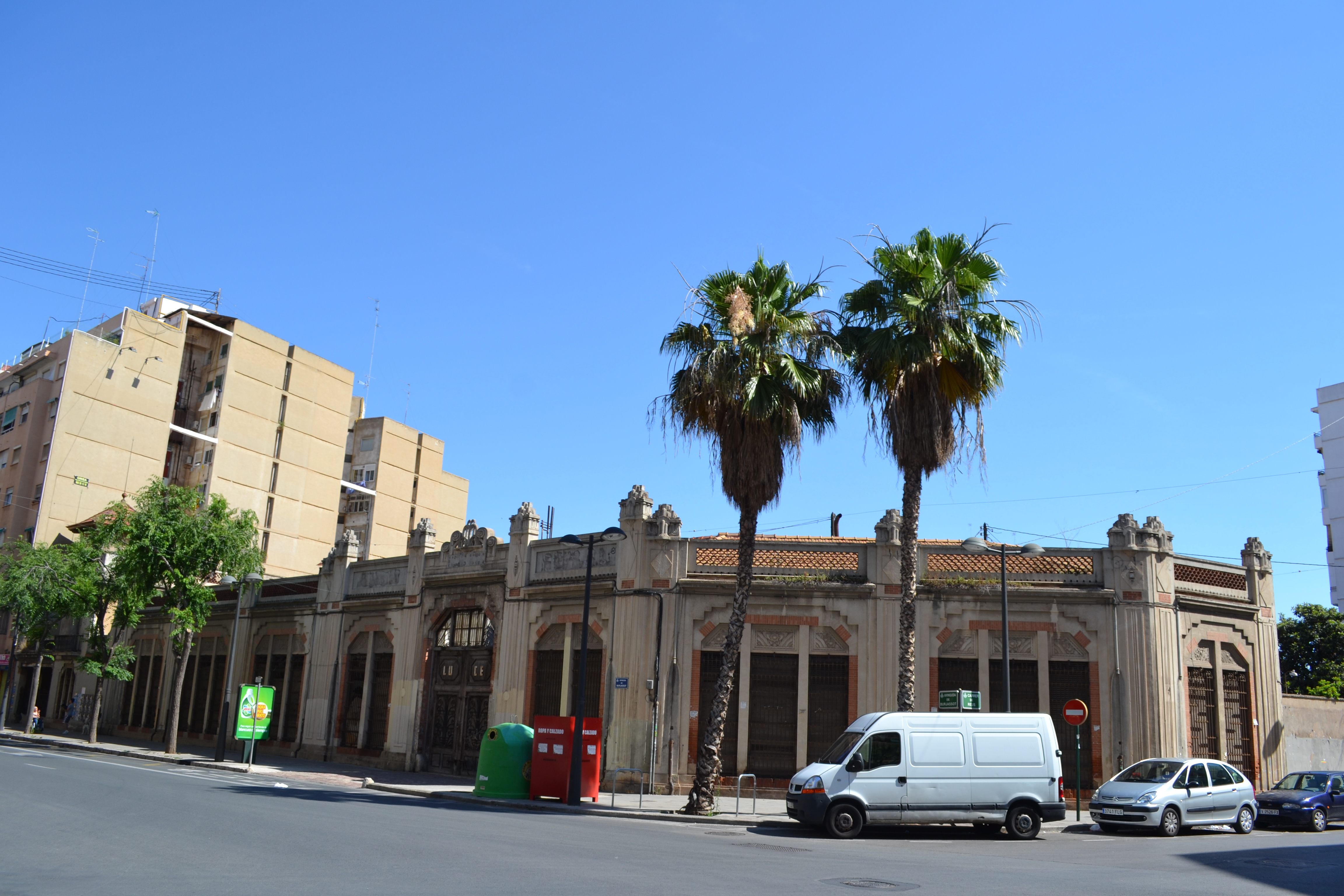
Antiga fàbrica de Bombas Gens S.L.
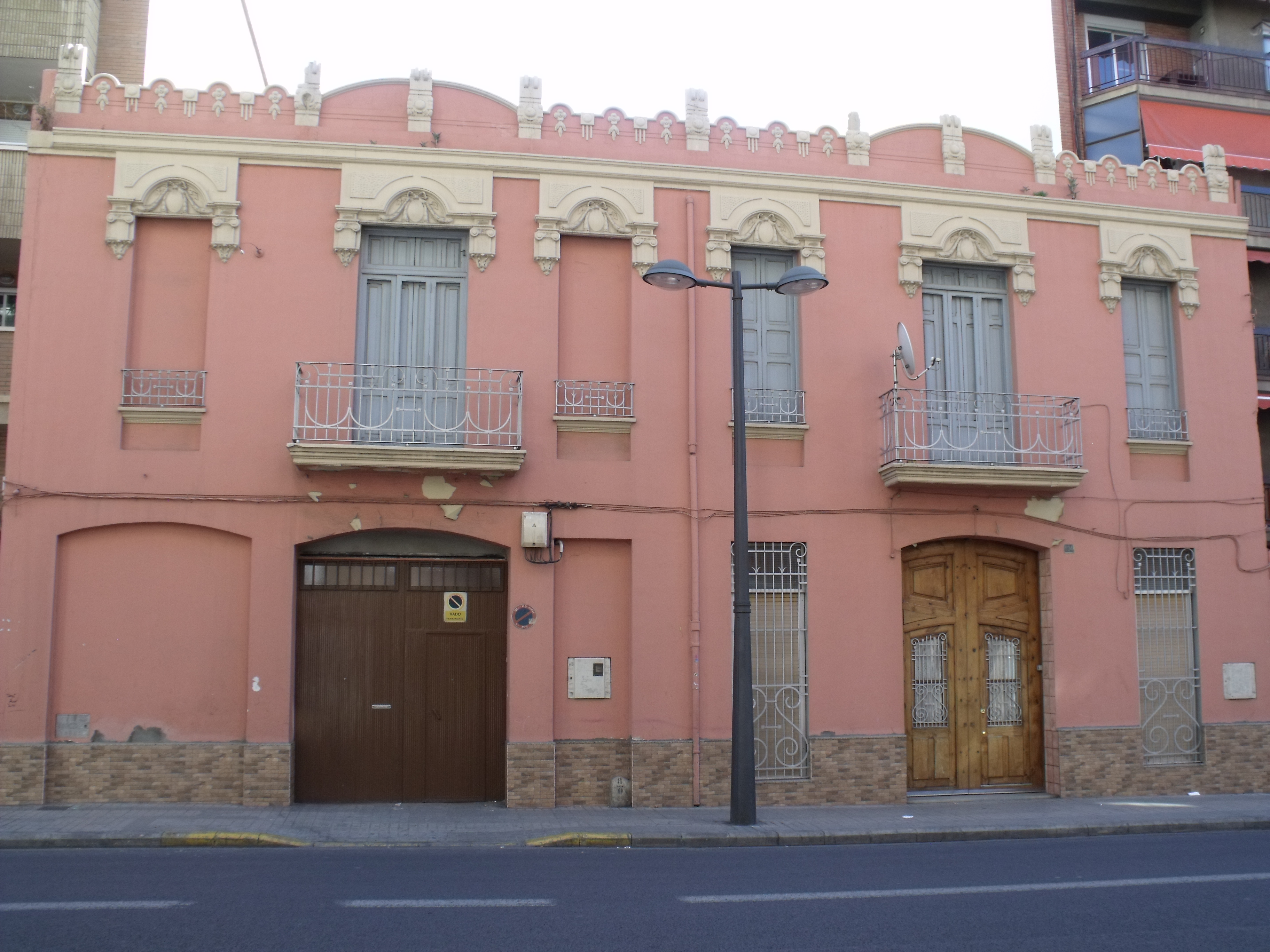
Números 104 i 106 de l'avinguda.
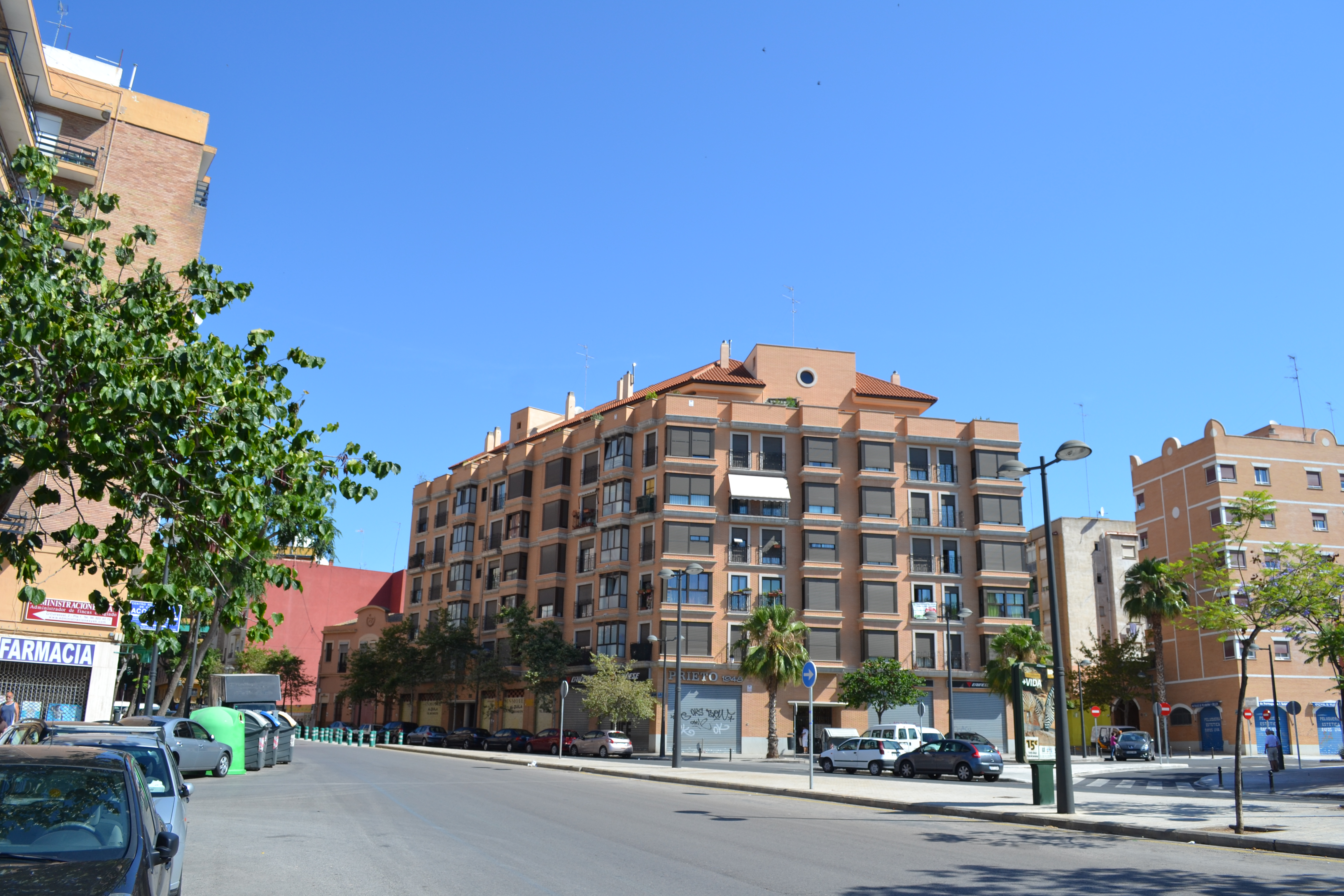
Confluència de les avingudes de Portugal i de Burjassot.
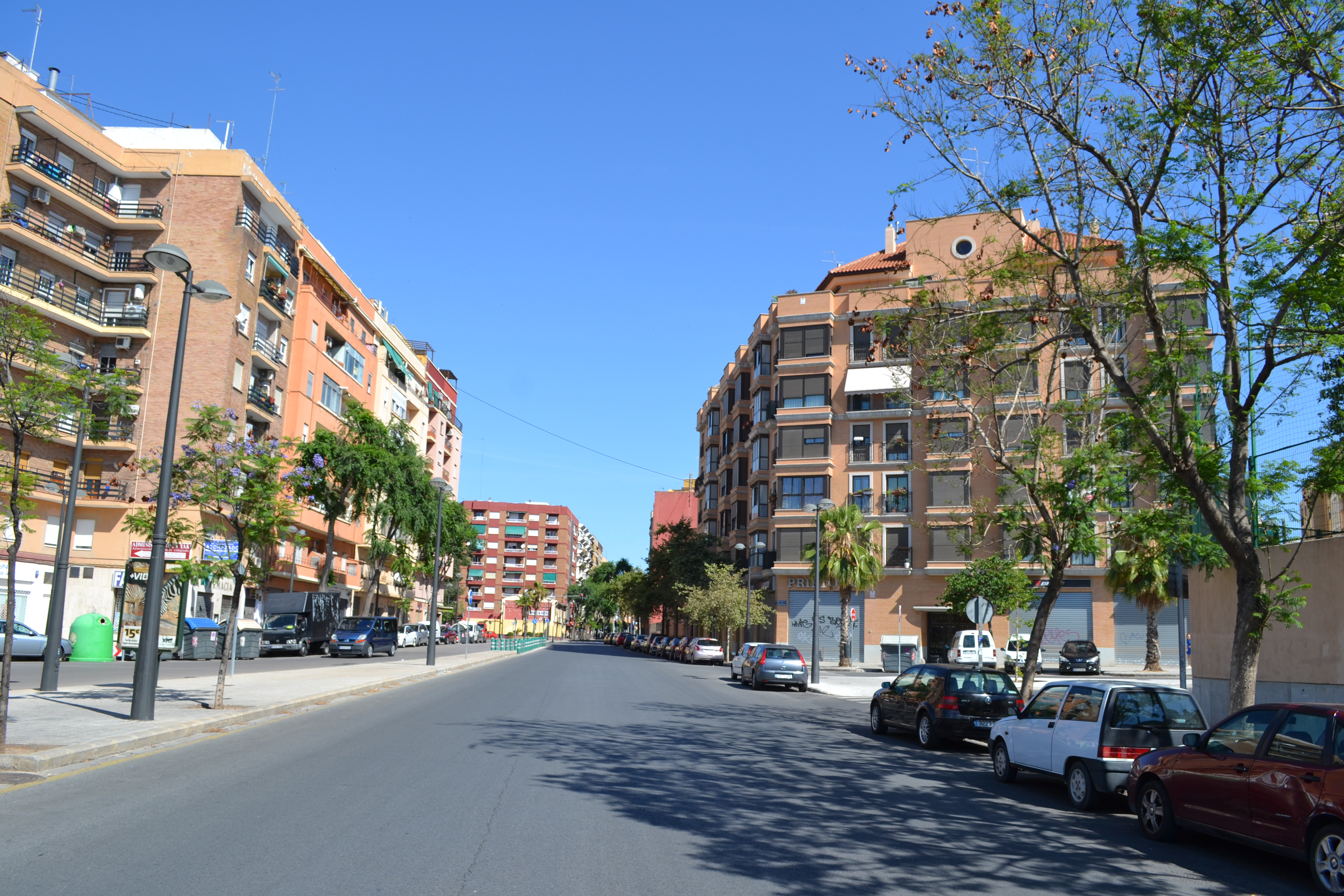
Enllaç amb Doctor Nicasi Benlloch.
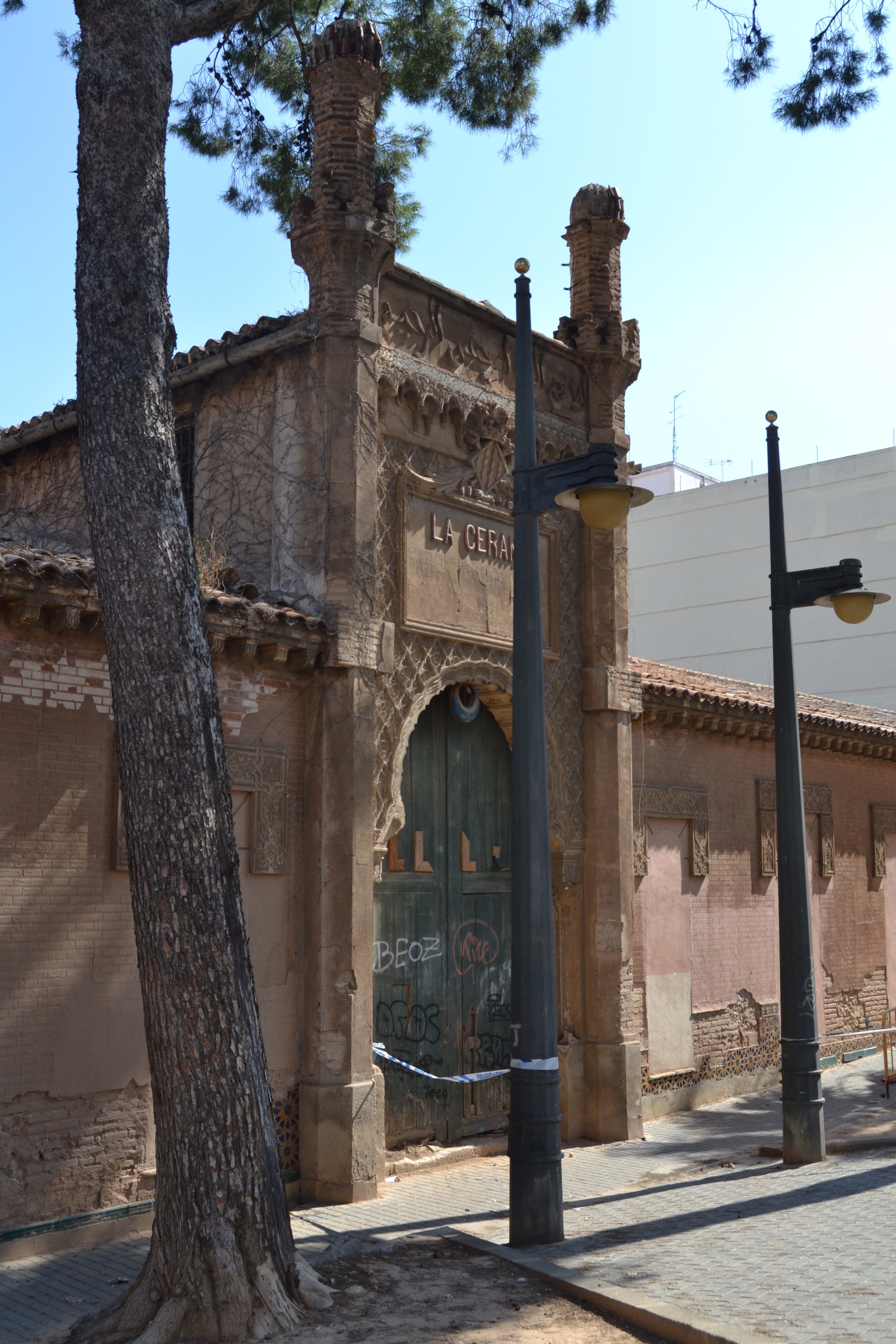
Benicalap, antiga fàbrica de La Ceramo.
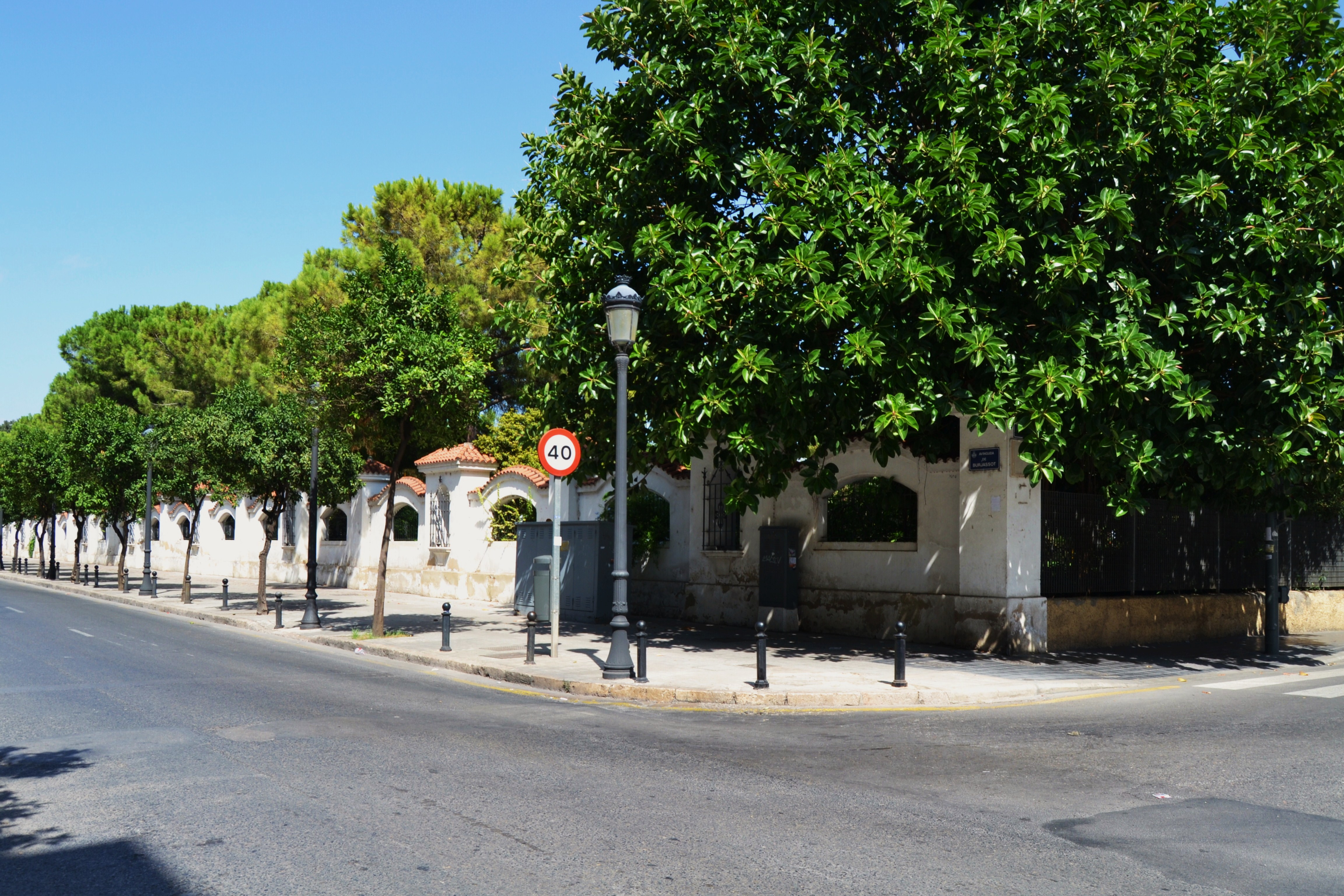
Parc de Benicalap.